# توشی‌هیکو ایزوتسو
توشی‌هیکو ایزوتسو (به انگلیسی: Toshihiko Izutsu)؛ (به ژاپنی: 井筒俊彦)؛ زادهٔ ۴ مهٔ ۱۹۱۴ در توکیو - درگذشتهٔ ۷ ژانویهٔ ۱۹۹۳ در کاماکورا، زبان‌شناس، قرآن‌پژوه، اسلام‌شناس و فیلسوف ژاپنی بود. وی پژوهش‌ها و نوشته‌های بسیاری در فلسفه تطبیقی و بررسی تطبیقی ادیان از خود به یادگار گذاشت.

## زندگی
ایزوتسو در خانواده‌ای ثروتمند چشم به جهان گشود. پدر او بازرگانی سختگیر و پیرو آیین بودایی ذِن بود. پدر ایزوتسو او را از سن کم وادار به ریاضت‌کشی مطابق آیین ذن می‌کرد. این ریاضت‌کشی باعث شد که ایزوتسو برای فرار از آیین بودایی به بررسی زبان‌های کهن بپردازد و پس از آن با شناخت از ادیان و فلسفه‌های دیگر، دید تازه‌ای به آیین بودایی پیدا کند. توشی‌هیکو ایزوتسو، سی و پنج زبان را فرا گرفت و دست کم به هفده زبان (از جمله عربی، عبری، فارسی، سانسکریت، پالی، روسی، لاتین، یونانی و چینی) تسلّط داشت.
توشی‌هیکو ایزوتسو تحصیلات دانشگاهی خود را در رشته اقتصاد آغاز کرد اما علاقه او به زبان و ادبیات باعث شد او دکتری زبان‌شناسی بگیرد. پس از تکمیل تحصیلات دانشگاهی در ژاپن، مدتی در دانشگاه کیئو در توکیو به تدریس مشغول شد. وی نخست به تدریس متون فلسفه یونان باستان و لاتین و مدتی نیز به تدریس مباحث علم زبان‌شناسی و معنی‌شناسی مشغول بود.

## آشنایی با اسلام
ایزوتسو در اوایل بیست سالگی به زبان عربی علاقمند می‌شود. او نزد عالِم مسلمانی تاتاری به نام عبدالرّشید ابراهیم به فراگیری زبان عربی و مطالعات اسلامی سنتی پرداخت. پس از دو سال شاگردی، معرّفی عبدالرشید، ایزوتسو را به «موسی جار اللّه» دیگر عالِم مسلمان برجسته تاتار معرفی کرد تا بر دانش اسلامی و زبان عربی خود بیافزاید. جار اللّه، به زبان‌های دیگری چون عربی، فارسی، روسی و ترکی تسلّط داشت. جار الله به عراق و ایران سفر کرده و با شیعیان و نیز برخی مجتهدان شیعه آن زمان رابطه داشت. کتاب «الوشيعة في نقد عقائد الشيعة» جار اللّه در نقد تشیع نگاشته شده‌است.
علاقهٔ فراوان ایزوتسو به قرآن باعث شد که او برای نخستین بار قرآن را مستقیما از عربی به زبان ژاپنی برگردان کند. این نوشته در سه مجلد و بین سال‌های ۱۹۵۱ (میلادی) تا ۱۹۵۸ (میلادی) تکمیل شد. دیگر برگردان‌های گذشته، از روی زبان‌های چینی یا اروپایی بودند.
ایزوتسو در ۲۶سالگی کتابی به زبان ژاپنی با نام تاریخ اندیشهٔ عربی و در ۳۴ سالگی، کتابی دیگر دربارهٔ فلسفه و عرفان، با تأکید بر فلسفهٔ نوافلاطونی و عرفان یونانی نوشت. در همین دوران کتابی دربارهٔ پیامبر اسلام به زبان ژاپنی و نخستین کتاب خود را به زبان انگلیسی به نام زبان وسرش نوشت.  ایزوتسو در سال ۱۹۶۱ (میلادی) به دعوت ویلفرد کنتول اسمیت، رئیس مؤسسهٔ مطالعات اسلامی دانشگاه مک گیل، به کانادا رفت و به تدریس متون مهم اسلامی همچون نجات ابن‌سینا در فلسفه و الاقتصاد فی الاعتقاد غزالی در کلام و فصوص‌الحکم ابن عربی در عرفان پرداخت. او در سال‌های ۱۹۶۶ (میلادی) و ۱۹۶۷ (میلادی) در ژاپن اثری بین‌الادیانی تألیف کرد تحت عنوان یک مطالعهٔ مقارنه‌ای درخصوص مفاهیم فلسفی در تصوف و تائوئیسم به نام «ابن عربی و لائوتزو-چوانگ تزو»، که توسط مؤسسهٔ مطالعات فرهنگی و زبان‌شناسی دانشگاه کیو و تحت سرپرستی نوبوئیرو ماتسوموتو به‌چاپ رساند.

## آشنایی با فلسفه شیعی
در سال ۱۳۴۴ (خورشیدی) که مهدی محقق به تدریس کلام شیعه و فلسفهٔ اسلامی ـ ایرانی در آن مؤسسهٔ مطالعات اسلامی دانشگاه مک گیل می‌پرداخت، ایزوتسو با تفکر فلسفی شیعی و عالمان شیعه آشنا شد و در این زمینه به پژوهش پرداخت. ایزوتسو بین سال‌های ۱۳۴۴ (خورشیدی) تا ۱۳۴۷ (خورشیدی) در مونترآل همکاری خود با مهدی محقق که را آغاز کرد. همکاری این دو با تأسیس شعبه تهران «مؤسسه مطالعات اسلامی دانشگاه مک گیل و تهران» ادامه پیدا کرد. او ابتدا به مدت دو سال پیاپی و سپس هرشش ماه یک بار، بین سال‌های ۱۳۴۷ (خورشیدی) تا ۱۳۵۳ (خورشیدی) در ایران زندگی کرد. پس از این دوران، به علت اینکه تمایل داشت بیشتر در ایران باشد از دانشگاه‌های کیو و مک گیل استعفا داد و با پذیرفتن شغل دائمی در انجمن شاهنشاهی فلسفه ایران از سال ۱۳۵۳ (خورشیدی) تا ۱۳۵۷ (خورشیدی) به تدریس و پژوهش در این انجمن پرداخت.
وی در این انجمن ابتدا «فصوص الحکم» ابن عربی را به‌طور کامل تدریس کرد و پس از آن یک دوره درس الاشارات و التنبیهات ابن سینا را آغاز کرد که نیمه تمام ماند. همچنین وی یک دوره فلسفه چینی را در انجمن، تدریس کرد که حدود سه سال به طول انجامید. ایزوتسو تا سال ۱۳۵۷ (خورشیدی) و اندکی پیش از پیروزی انقلاب ۱۳۵۷ ایران زندگی کرد. آپارتمان او در ابتدای خیابان فلسطین شمالی (روبروی دفتر ساواک آن هنگام و دانشگاه آزاد اسلامی واحد تهران مرکزی کنونی) بود. به سبب نزدیکی این خانه با ساواک در گیرودار انقلاب آب و برق آنجا قطع می‌شود و ساکنان آن مجبور به ترک خانه می‌شوند؛ لذا به پیشنهاد مهدی محقق با دو چمدان، ده روزی را میهمان خانه او می‌شود و با نخستین پرواز پس از بازگشایی فرودگاه مهرآباد (با یک هواپیمای ژاپنی که از یونان به ایران آمد) ایران را برای همیشه ترک گفت. پس از ۲۲ بهمن ۵۷ با تلگرافی به مهدی محقق ضمن تبریک پیروزی انقلاب ایران از اقامت ده روزه در خانه وی سپاس‌گزاری کرد.
ایزوتسو پس از بازگشت به ژاپن از سوی امپراتور ژاپن به دریافت بالاترین نشان علمی این کشور که نزدیک به ۳۰ سال به کسی اهدا نشده بود نائل آمد. وی، چنان‌که خود می‌گوید پس از بازگشت به کشورش می‌کوشد تا آثار خود را به جای انگلیسی به ژاپنی بنویسد تا جامعه ژاپن بتواند به شناخت دقیق‌تری از فرهنگ اسلام و اندیشه‌های فلسفی او دست یابد. از اینرو در آثاری همچون تولد اسلام (Isuramu-seitan) و فرهنگ اسلام (Isuramu-bunka) می‌کوشد تا مخاطبان ژاپنی را بیشتر با فضای اندیشه اسلامی آشنا سازد. همچنین او برای نخستین بار مشاعر ملاصدرا و فیه ما فیه مولانا جلال الدین رومی را به ژاپنی برگرداند. او اثری را به نام آگاهی و ماهیات (Ishiki-to-honshitsu) نوشت که او را تا جایگاه یگانه فیلسوف معاصر ژاپن بالا برد. در این کتاب ۴۱۶ صفحه‌ای وی می‌کوشد عصاره یک عمر اندیشه خود که آن را «فرا فلسفه شرقی» می‌خواند در قالب مقایسه اندیشه‌های هندی، ایرانی-اسلامی، چینی و آیین بودایی عرضه کند. ایزوتسو در این کتاب به‌طور شگفت‌آوری، اندیشه «ودانتا» (Vedanta) هندی، نظریه وحدت وجود اسلامی، آئین تائو چینی و اندیشه بودایی چینی-ژاپنی را به‌طور چهارجانبه مقایسه می‌کند و نتیجه می‌گیرد که اندیشه شرقی دارای یک روح مشترک است که گرد اندیشه «وحدت وجود» شکل گرفته‌است.
ایزوتسو اندیشمندی با شهرت بین‌المللی بود و شاید در میان اسلام‌شناسان معاصر، یگانه فردی بود که از مذاهب مسیحی، یهودی، هندویی، بودایی، چینی و مکتب‌های گوناگون فلسفی معاصر، اطلاع و در فن مقایسه و تطبیق نیز استادی داشت. از این رو بسیاری از مجامع علمی بین‌المللی او را به عضویت پذیرفته بودند و همه جا از او با احترام و بزرگداشت یاد می‌شد؛ از جمله این مراکز می‌توان به «مؤسسه بین‌المللی فلسفه (پاریس-فرانسه)، مجمع بین‌المللی مطالعات فلسفی (لون- بلژیک)، مجمع کانادایی مطالعات تاریخ و فلسفه علوم (مونترآل- کانادا)، فرهنگستان زبان عربی قاهره (قاهره- مصر) و انجمن حکمت و فلسفه ایران اشاره کرد. او همچنین اگر چه از سال ۱۹۶۷ (میلادی) نیز مدرس «ارانوس» در سوئیس بود. اما به‌طور قطع تأثیر و نفوذ اندیشه‌های علمی این اندیشمند ژاپنی در هیچ جا به اندازه ایران نبوده و آثار او تاکنون به هیچ زبانی به اندازه زبان فارسی برگردان نشده‌است.

## درگذشت
او در ۷ ژانویه ۱۹۹۳ در شهر کاماکورای ژاپن درگذشت. در این روز او در خانه‌اش به زمین می‌خورد. اما با این پندار که اتفاق مهمی نیست به همسرش می‌گوید «می‌روم کمی بخوابم». اما دچار خونریزی مغزی می‌شود و هیچ‌گاه از خواب برنمی‌خیزد.

## نوشته‌ها

### در اسلام‌شناسی و عرفان
- خدا و انسان در قرآن[۴]، توکیو ۱۹۴۲ (قسمتی از این کتاب به وسیله احمد آرام تحت عنوان ارتباط غیرزبانی میان خدا و انسان برگردان و همراه با جمله‌شناسی قرآن از مهدی بازرگان به وسیله انتشارات بعثت در سال ۱۳۵۶ چاپ شده‌است)
- مفهوم ایمان در کلام اسلامی، توکیو ۱۹۶۵
- مفاهیم اخلاقی در قرآن[۴][۵]، مونترآل ۱۹۶۶ این کتاب به وسیله آقای فریدون بدره‌ای برگردان شده و گویا به زودی منتشر می‌شود
- مقایسه مفاهیم فلسفی تصوف و تاویسم، دو جلد توکیو ۱۹۶۶ و ۱۹۶۷
- مفهوم و حقیقت وجود، توکیو ۱۹۷۱

### در فلسفه اسلامی ایرانی
- اساس فلسفه حاجی ملا هادی سبزواری مقدمه پژوهشی و تحلیلی پیوست شرح منظومه حکمت با همکاری مهدی محقق، تهران ۱۳۴۸
- برگردان کامل امور عامه و جوهر و عرض شرح منظومه حکمت سبزواری به انگلیسی با همکاری مهدی محقق، نیویورک ۱۹۷۶
- تصحیح قبسات میرداماد با همکاری مهدی محقق، موسوی بهبهانی، و ابراهیم دیباجی
- تصحیح شرح منظومه حکمت به انضمام فرهنگ تفصیلی اصطلاحات فلسفی با همکاری مهدی محقق، تهران ۱۳۴۸
- منطق و مباحث الفاظ، مجموعه متون و مقالات، با همکاری مهدی محقق، تهران ۱۳۵۳
- نور و ظلمت در گلشن راز شبستری، پنسیلوانیا ۱۹۷۱
- تصوف و مسئله تشکیک در زبان در اندیشه‌های عین‌القضات همدانی، پاریس ۱۹۷۰
- مسئله خلق جدید در عین القضاه، بوستون ۱۹۷۳، خلاصه‌ای از این مقاله به وسیله بهرام جمال پور برگردان و در همائی نامه و مجموعه مقالات تقدیم شده به استاد جلال‌الدین همایی، زیر نظر مهدی محقق در سال ۱۳۵۶ چاپ شده‌است.
- ماهیت و کلی طبیعی در فلسفه اسلامی ایرانی، قاهره ۱۹۷۳
- ماهیت لا بشرط در فلسفه اسلامی ایرانی، تهران ۱۹۷۳ این مقاله در مجموعه «منطق و مباحث الفاظ» به اهتمام مهدی محقق و توشی‌هیکو ایزوتسو (سلسله دانش ایرانی شماره ۸) چاپ شده‌است.
- اساس اندیشه‌های متافیزیکی در فلسفه اسلامی ایرانی، تهران[۶] ۱۹۷۱

او همچنین مقالات «ابن عربی» و «اشراقیه» را در دائرةالمعارف دین به سرپرستی میرچا الیاده تألیف کرد.

## مستند شرقی
مستند شرقی در مورد شخصیت این فرد ساخته شده‌است. این فیلم، یگانه مستندی است که تا کنون در هر زبانی دربارهٔ ایزوتسو ساخته شده‌است. در این مستند افرادی چون سید حسین نصر، هرمان لندولت، مهدی محقق، توشیو کورودا، آکیرا ماتسوموتو، راهب بزرگ کوسی موری موتو، پیر لوری، ویسنوسکی، خوان خوزه لوپز، داریوش شایگان و … به اظهارنظر در مورد شخصیت ایزوتسو پرداخته‌اند.